# Genussa
Genussa là một chi bướm đêm thuộc họ Geometridae.